# Lötschberg-bázisalagút

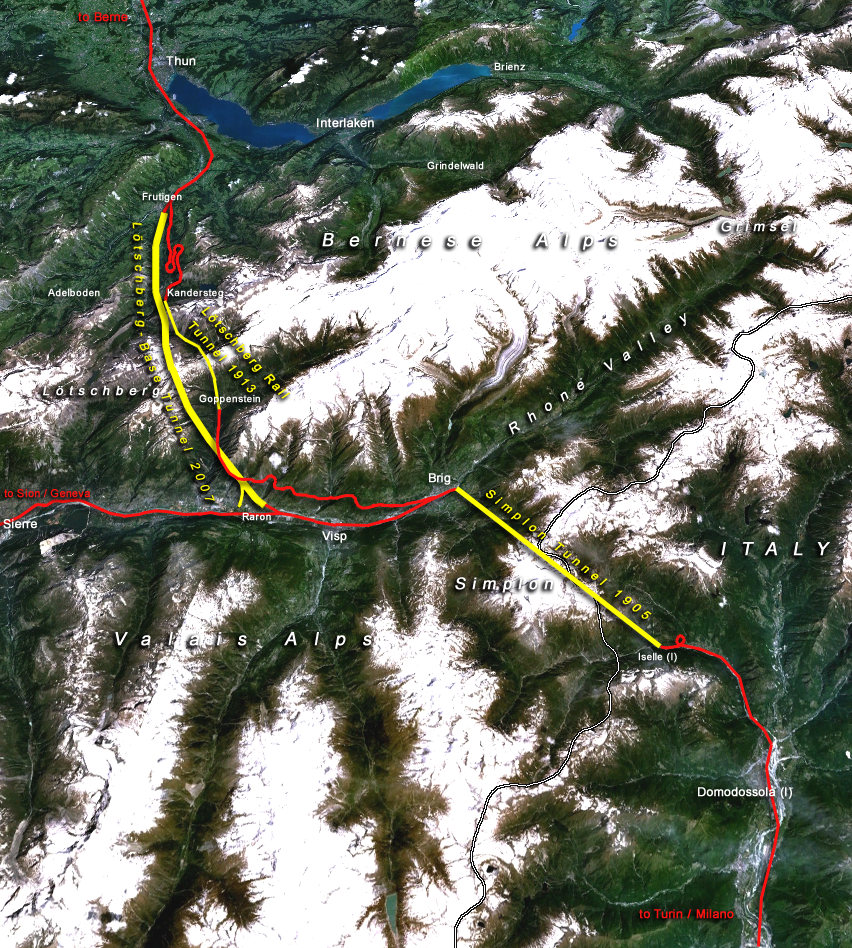
A Lötschberg-bázisalagút egy műholdképen

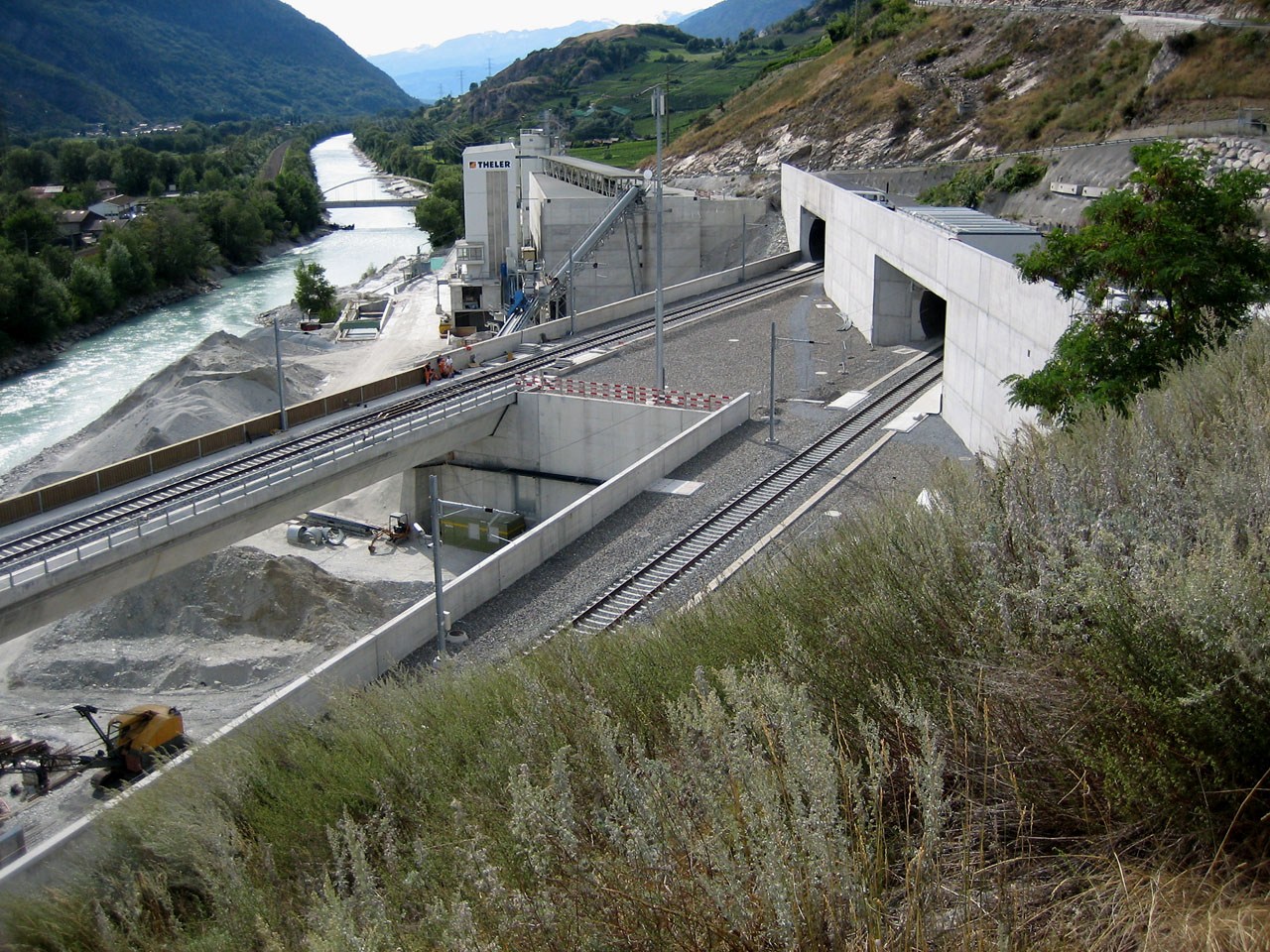
A déli bejárat a közeli Raronnál

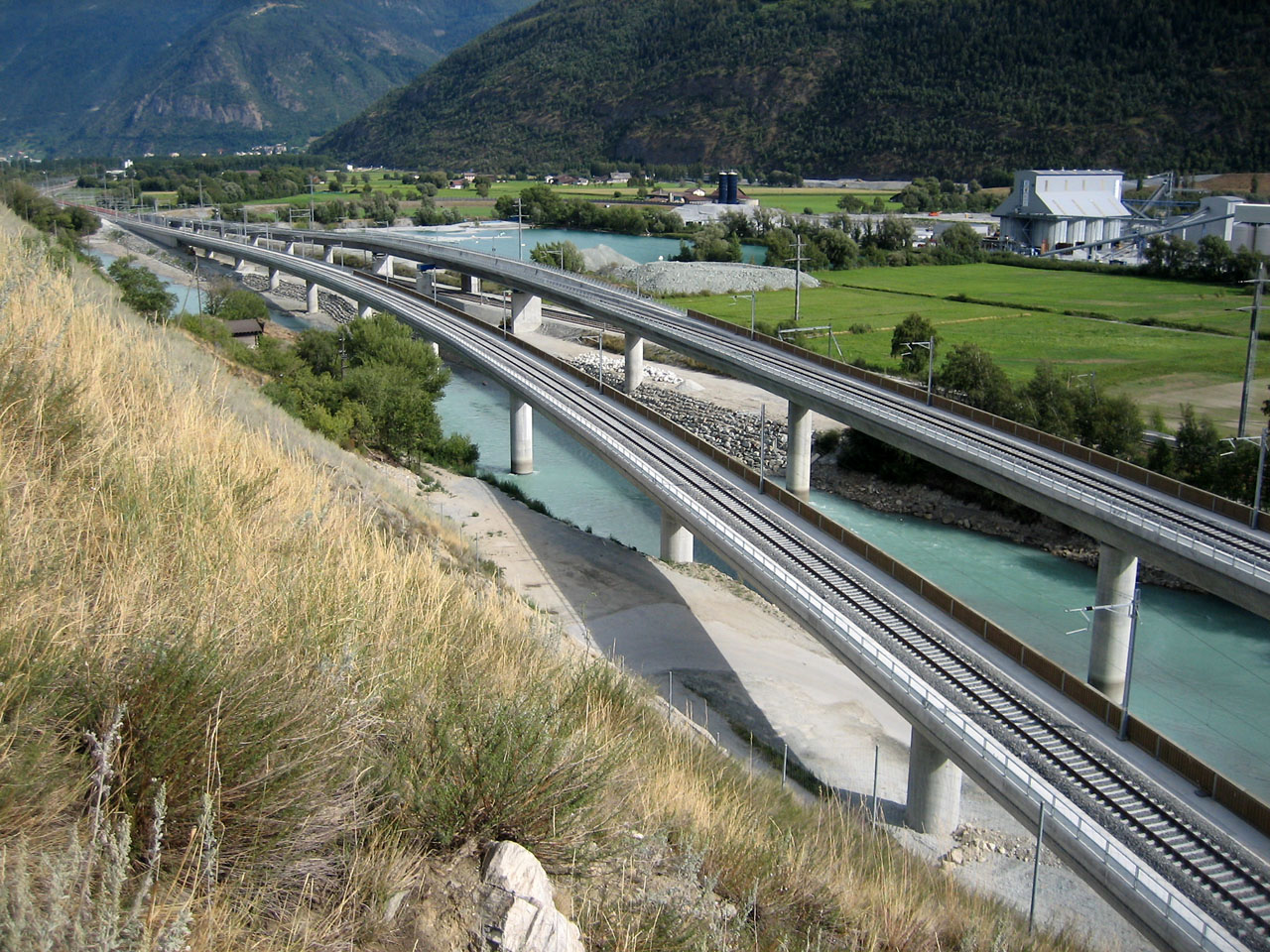
Az új Rhone-híd

A Lötschberg-bázisalagút az Alpok alatt halad 34,6 km hosszan Svájcban. Ez  a vasúti alagútjelentősen lerövidítette az utat Milánó és Zürich között. A neve azért bázisalagút, mert közvetlenül a hegy lábánál fúrták az alagutat.

## Vonatok sebessége a bázisalagútban
- Szabványos tehervonatok: 100 km/h
- Speciális tehervonatok: 160 km/h
- Személyszállító vonatok: 200 km/h
- Billenőszekrényes vonatok: 250 km/h (későbbiekben)

## Leendő forgalom
A bázisalagútban a maximális pályasebesség 250 km/h, vágányváltás esetén a váltókon csak 180 km/h sebesség engedélyezett. Az alagútban a vonatbefolyásolást ETCS Level 2 szinten 230 darab eurobalízzal oldották meg, jelzőket nem telepítettek.
2006. december 16-án 0:30-kor a Deutsche Bahn ICE S kísérleti szerelvénye elérte a 281 km/h sebességet az alagútban, ezzel megdöntötte az eddigi 1996-os 244 km/h-s svájci sebességrekordot.

## Adatok
- Alagút hossza: 34,6 km
- Munkálatok kezdete: 1999. július 5.
- Teljes kiépítési hossz: 88,1 km
- Kitermelt anyagmennyiség: 16 millió tonna
- Fúrással épített rész: 20%
- Robbantással épített rész: 80%
- Északi bejárat magassága: 776 m tszf
- Déli bejárat magassága: 654 m tszf
- Legmagasabb pont magassága: 828 m tszf
- Lejtés az alagútban: 3-13‰
- Vágányhálózat hossza: 57 km
- Tervezési sebesség: 250 km/h
- Beépített vasúti berendezések tömege: 170 000 tonna
- Videokamerák száma: 133 db
- Tűzjelzőközpontok száma: 20 db
- Telefon: 437 db (56 db drót nélküli)
- Megnyitó ünnepség: 2007. június 16.
- Tervezett üzembevétel: 2007. decemberi menetrendváltás
- Építési költség: 4,3 Mrd. svájci frank
- Építésben dolgozók száma: 2500 fő
- Munkák során balesetben életét vesztette: 5 fő

## Lásd még
- Gotthárd-bázisalagút
- A leghosszabb alagutak listája